# 빙하호

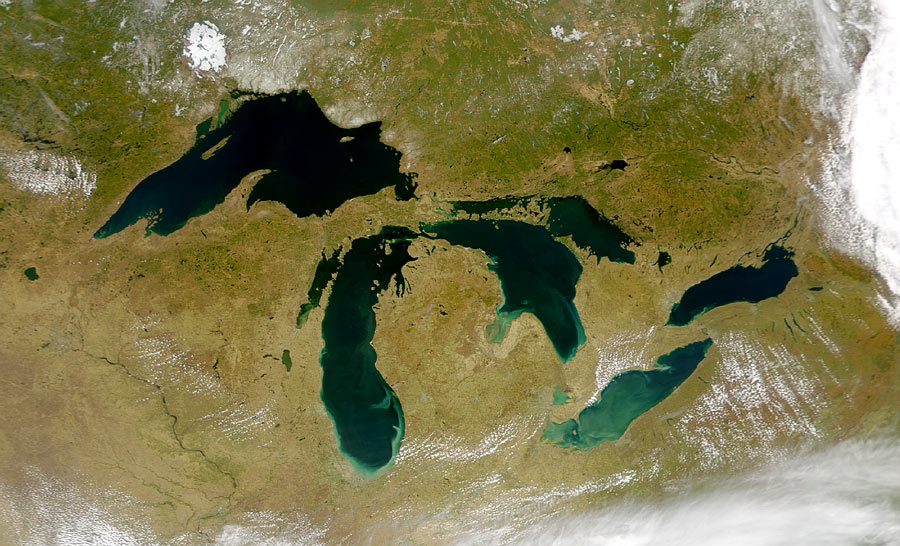
오대호는 세계에서 가장 큰 빙하호이다

빙하호(氷河湖, glacial lake)는 빙식작용에 의해 녹은 물이 모레인(빙하 말단의 퇴적)에 의해 막히면서 물이 고여 형성된 호수이다. 저수량이 일정 이상이 되면 막힌 부분이 터지면서 심한 토석류가 되어 하류지역에 큰 피해를 가져오는 일이 있다. 히말라야산맥에는 많은 빙하호가 형성되어 있는데 지구 온난화의 영향으로 여름에 눈이 내리지 않고 비가 오면서 빙하가 축소되고 빙하호의 저수량이 증가하는 경향에 있어 그 위험성이 지적되고 있다.

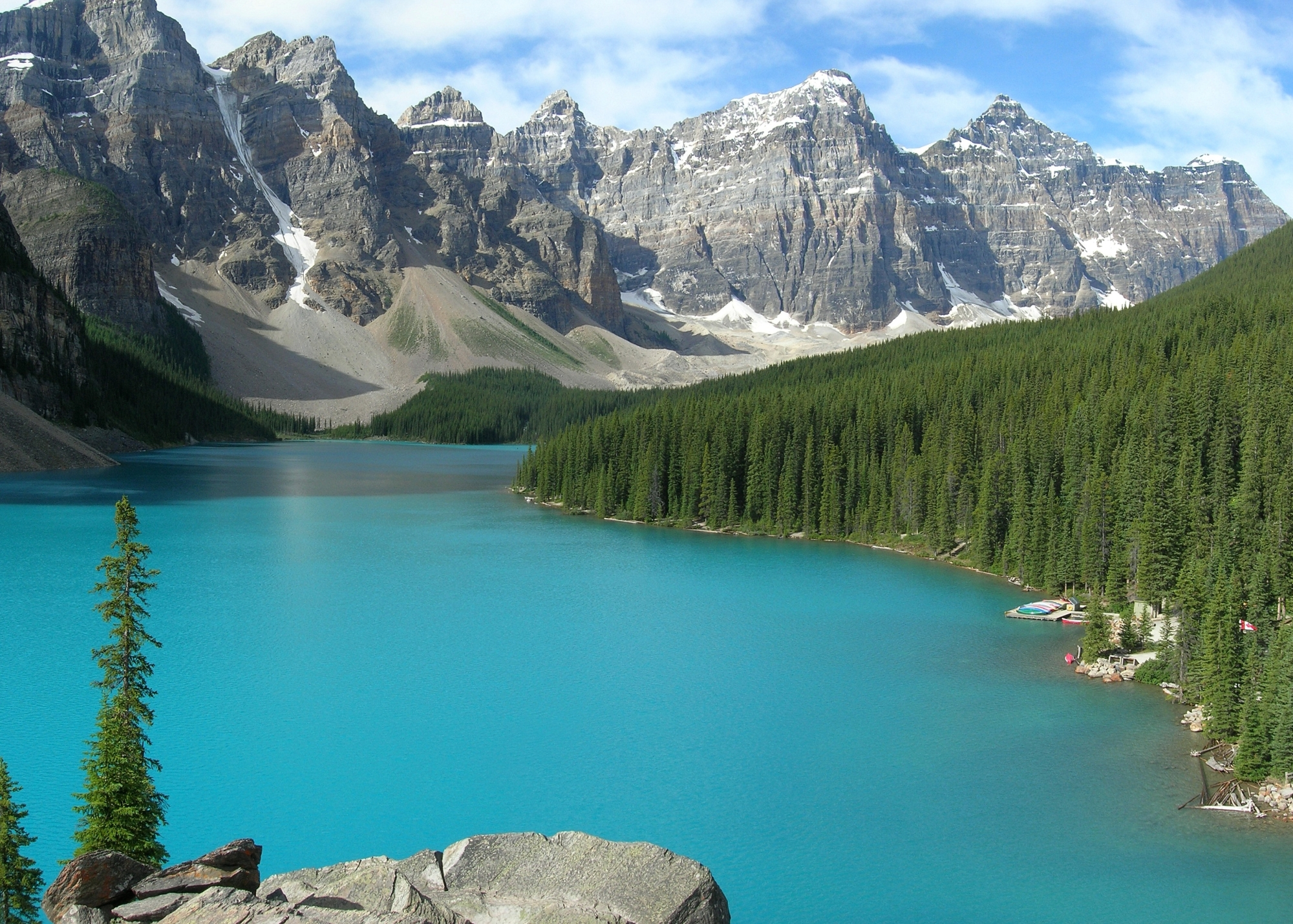

한국에는 빙하호가 없지만 유럽에는 대표적인 빙하호로 보덴호가 있고 북아메리카에는 오대호가 있다.

## 같이 보기
- 빙저호

1. ↑  “빙하호”. 2025년 4월 25일에 확인함.